# 山田真以
山田 真以（やまだ まい、1985年4月5日 - ）は、タレント。元三重エフエム放送アナウンサー。萩本企画所属。夫はプロサッカー選手の泉澤仁。1児の母。

## 来歴・人物
三重県津市出身。長野オリンピック開催の時に聖火ランナーを務めたが、その時の経験からアナウンサーを志すようになった。
愛知淑徳大学現代社会学部卒業後の2008年に三重エフエム放送へ契約アナウンサーとして入社し、2011年4月同局を退社。
同期に南真世（エフエム徳島より中途入社）がいる。
日本サッカー協会指導者ライセンスD級を取得するサッカー好きで、2013年3月から2018年12月まで、NACK5にて大宮アルディージャ専属レポーターとして大宮戦中継のレポート・応援番組「アルディージャホットライン」を担当した。
2018年3月9日、当時ガンバ大阪に所属していた泉澤との結婚を発表した。
2019年1月5日、夫がポーランドのプロサッカーチームMKSポゴニ・シュチェチンへ移籍したのにともない日本での活動を休止し、2月28日よりポーランドに在住していた が、2019年6月に横浜F・マリノス、2020年にヴァンフォーレ甲府へ移籍となったため帰国。
2020年5月1日、第1子女児出産を自身のInstagramで報告。
特技は水泳（県大会優勝） / アーティスティックスイミング（東海大会入賞）

## 過去の担当番組
- 広瀬隆のスバラジ!（金）
- radio3 SINGLE TOP30
- ENJOY MOTOR SPORTS
- ARDIJA HOT LINE　パーソナリティ（2013年3月 - 2018年2月16日）
- サッカースタジアムライブ　レポーター（NACK5、不定期【大宮戦のみ】）
- 日野ミッドナイトグラフィティ 走れ!歌謡曲 - 毎週火曜日（月曜日深夜）（文化放送、2014年4月1日 - 2019年2月26日）